# Tinerkouk
Tinerkouk (in caratteri arabi: تنيركوك) è una città dell'Algeria, capoluogo dell'omonimo distretto, nella provincia di Timimoun.